# Milagre na Cela 7
7. Koğuştaki Mucize (bra: Milagre na Cela 7; prt: Milagre na Cela 7 ou Milagre da Cela 7) é uma adaptação do filme sul-coreano Miracle in Cell No. 7 (7번방의 선물) de Lee Hwan-kyung (2013).

## Sinopse
Memo, um pastor de ovelhas com deficiência mental, vive com sua filha e avó em uma vila na costa turca do mar Egeu durante o período do golpe de estado em 80. Um belo dia, em 1983, a vida dele foi subitamente virada de cabeça para baixo quando a filha do comandante, um oficial sênior durante a lei marcial morreu. Memo é injustamente acusado do assassinato e condenado à morte. Ele acaba na prisão na cela número sete. É improvável que ele sobreviva, mas enquanto todos os que povoam a cela sete o haviam recebido inicialmente com ódio, gradualmente começaram a se convencer de sua inocência, mostrando seu grande coração. Com o tempo, todos esses toques do memorando são mobilizados para salvar sua vida.

## Elenco
- Aras Bulut İynemli: Memo
- Nisa Sofiya Aksongur: Ova
- Celile Toyon: Fatma Nene
- İlker Aksum: Askorozlu
- Mesut Akusta: Yusuf
- Deniz Baysal: Öğretmen Mine
- Yurdaer Okur: Yarbay Aydın
- Sarp Akkaya: Müdür Nail
- Yıldıray Şahinler: Hafız
- Deniz Celiloğlu: Yüzbaşı Faruk
- Ferit Kaya: Ali
- Serhan Onat: Meydancı Selim
- Emre Yetim: Ayna
- Gülçin Kültür Şahin: Hatice
- Cankat Aydos: Kaçak Asker
- Doğukan Polat: Tevfik
- Hayal Köseoğlu: Ova'nın gençliği
- Serhat Üstündağ
- Nadi Güler
- Özgür Dereli
- Basri Albayrak
- Özgür Avşar
- Mert Zaim
- Serdar Akülker

## Recepção
O filme foi o mais visto nos cinemas turcos em 2019, com mais de 5,3 milhões de entradas. Também ganhou grande audiência mundial devido ao seu lançamento na Netflix, principalmente na França e na América Latina, onde liderou as paradas.